# Johnathan McCarty
Johnathan McCarty (* 3. August 1795 im Culpeper County, Virginia; † 30. März 1852 in Keokuk, Iowa) war ein US-amerikanischer Politiker. Zwischen 1831 und 1833 vertrat er den Bundesstaat Indiana im US-Repräsentantenhaus.

## Werdegang
Johnathan McCarty kam im Jahr 1803 mit seinem Vater in das Franklin County in Indiana. Er besuchte die öffentlichen Schulen seiner alten und neuen Heimat. Später wurde er im Handel tätig. Gleichzeitig begann er eine politische Laufbahn. Im Jahr 1818 wurde er in das Repräsentantenhaus von Indiana gewählt. Etwa zur gleichen Zeit zog er nach Connersville. Von 1819 bis 1827 war McCarty Gerichtsdiener am dortigen Bezirksgericht.
Politisch schloss sich McCarty in den 1820er Jahren der Bewegung um Andrew Jackson an und wurde Mitglied der von diesem 1828 gegründeten Demokratischen Partei. Bei den Kongresswahlen des Jahres 1830 wurde er im dritten Wahlbezirk von Indiana in das US-Repräsentantenhaus in Washington, D.C. gewählt, wo er am 4. März 1831 die Nachfolge von John Test antrat. Nach zwei Wiederwahlen konnte er bis zum 3. März 1837 drei Legislaturperioden im Kongress absolvieren. Diese waren von den Diskussionen um die Politik des inzwischen zum Präsidenten gewählten Andrew Jackson geprägt. Dabei ging es um die umstrittene Durchführung des Indian Removal Act, die Nullifikationskrise mit dem Staat South Carolina und die Bankenpolitik des Präsidenten. Seit 1833 vertrat Johnathan McCarty den damals neugeschaffenen fünften Distrikt seines Staates. Außerdem verließ er während seiner zweiten Legislaturperiode im Kongress die Demokratische Partei und schloss sich der Opposition zu Präsident Jackson an. Später wurde er Mitglied der 1835 gegründeten Whig Party.
1836 wurde McCarty nicht erneut bestätigt. Vier Jahre später war er bei den Präsidentschaftswahlen einer der Wahlmänner der Whig Party, die William Henry Harrison zum Präsidenten wählten. Später zog er nach Keokuk in Iowa, wo er am 30. März 1852 starb.